# Герра, Хавьер
Хавье́р Ге́рра Родри́гес (исп. Javi Guerra; Javier Guerra Rodríguez; 15 марта 1982, Велес-Малага) — испанский футболист, нападающий.

## Клубная карьера
Сразу после того как он начал карьеру футболиста в клубе третьего дивизиона «Мотриль» из Гранады, Герра появился в следующем сезоне в соседнем клубе «Кадис», после чего перебрался в «Валенсию».
Его игра в «Валенсии» была весьма скромной, он поучаствовал в двух играх за три года, в общей сложности проведя на поле чуть более 10 минут. Это были матчи против «Хетафе» и против «Эспаньола».
Отпущенный в июне 2007 года Герра возобновил свою деятельность во втором испанском дивизионе. Позже он испытал горечь вылета в составе «Гранада 74» (2007/2008) и «Алавеса» (2008/2009). Однако потом он присоединился к «Мальорке», которая арендовала игрока в сезоне 2009/10.
В августе 2010 года, после его неоценимой помощи валенсийскому сообществу, которое смогло вернуться в высший дивизион, он забил 12 мячей, став вторым лучшим в команде и 11-м во всем соревновании, и навсегда оставил «Мальорку». Он подписал контракт на 4 года с другой командой второго уровня «Реал Вальядолид». Первый же год стал прорывным для футболиста: Хавьер улучшил свой предыдущий рекорд до 12 голов. Благодаря этому футболист занял второе место среди лучших бомбардиров. Его мячи достигали ворот «Рекреативо», «Уэски», «Понферрадины», «Саламанки», «Барселоны», «Алькоркона». Кроме того, он сделал хет-трик в матче против «Нумансии».
Герра продолжил своё прекрасное выступление и в плей-офф, забив единственный гол в игре первого матча против «Эльче».